# Anthodiscus
Anthodiscus é um género botânico pertencente à família Caryocaraceae.

## Espécies
Constituído por 10 espécies:
| - Anthodiscus amazonicus - Anthodiscus chocoensis - Anthodiscus fragrans - Anthodiscus klugii - Anthodiscus mazarunensis - Anthodiscus montanus - Anthodiscus obovatus - Anthodiscus peruanus - Anthodiscus pilosus - Anthodiscus trifoliatus |